# Галька из Макапансгата

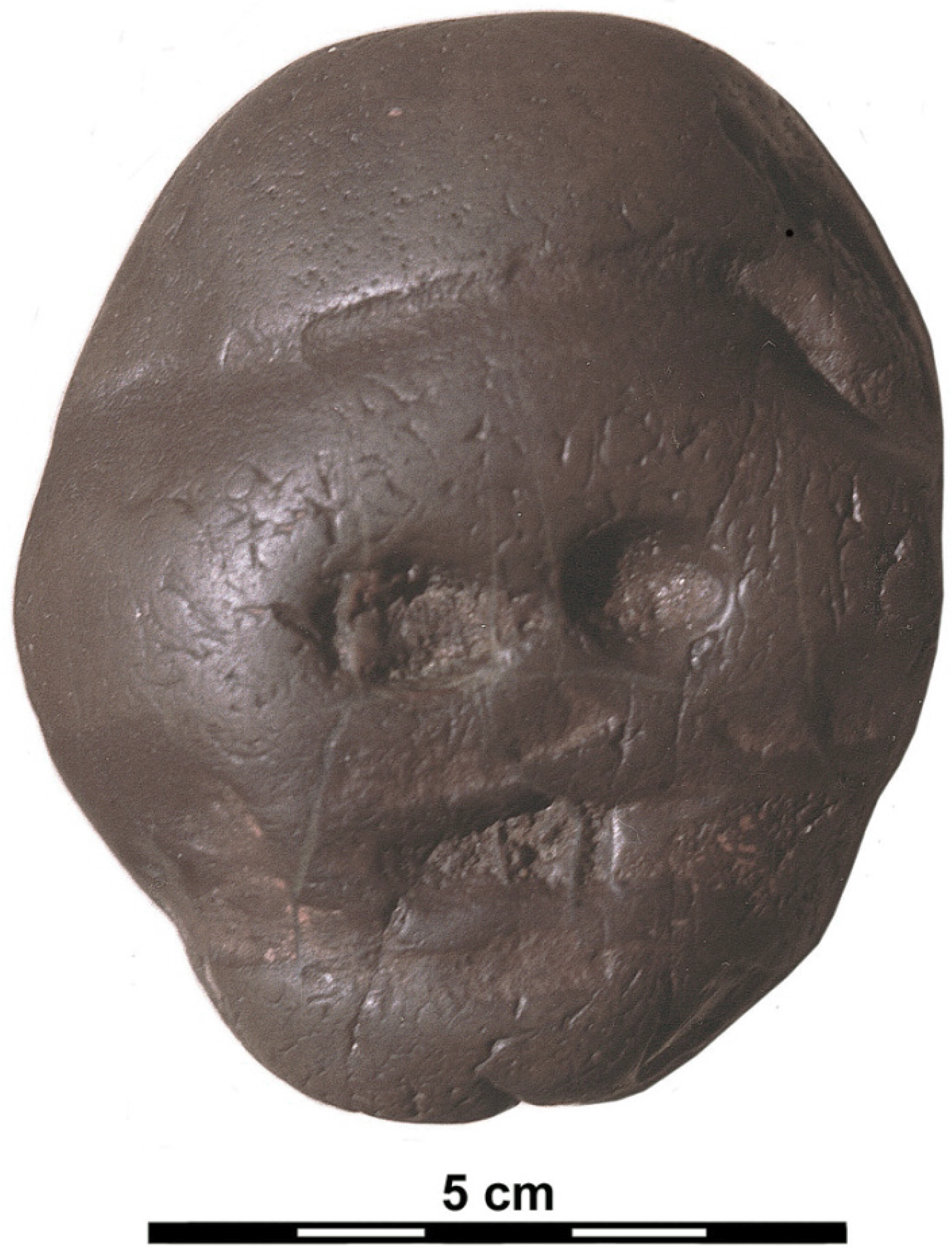
Галька из Макапансгата

Галька из Макапансгата — красновато-коричневая яшмовая галька весом 260 граммов, с естественными сколами и наносными образованиями, делающими ее похожей на грубо вытесанное лицо. Возраст гальки оценивается в 2,5-2,9 млн лет.
Найдена в пещере «Каменоломня» в отдалении от природных месторождений, в слое с костями африканского австралопитека. Место нахождения пещеры — местность Макапансгат (провинция Лимпопо, ЮАР), входящая в список памятников национального наследия ЮАР.
Это не рукотворный объект, однако распространенная точка зрения связывает камень с деятельностью австралопитеков. Ближайшее к пещере месторождение такой породы — это берег в долине на расстоянии 4,9, а по другим источникам 32 км. Судя по всему, галька привлекла внимание австралопитеков необычными цветом и формой, напоминающей лицо. Подобранная и оставленная в пещере, она, возможно, является самым ранним примером символического мышления и эстетического чувства в прачеловеческом наследии. Это делает гальку из Макапансгата кандидатом на звание древнейшего известного науке манупорта.
Учитель Уилфред И. Эйзман нашел его в долеритовой пещере в долине Макапан на север от Мокопане, Лимпопо в 1925 году и, предположив, что австралопитек мог увидеть в отметинах на камешке лицо, показал его известному антропологу Раймонду Дарту. Тот не принимал во внимание это замечание до конца 1950-х годов, когда упомянул камень сначала в журнальной статье (How human were the South African man-apes?  Dart, R. A., South African Panorama, November 1959, гг. 18-211), а впоследствии в научном издании (The Waterworn Australopithecine Pebble.  Dart, R. A., South African Journal of Science Vol. 70, June 1974). В 1967 в программе BBC (The Roots of Art, BBC 2) с участием доктора Кеннета Окли (Kenneth Oakley) из Британского музея прозвучала мысль, что «макапанская голова — это явный пример распознавания австралопитеком лица, что можно считать одним из истоков искусства» (оригинальный текст: «the Makapan head (represented) an apparent case of recognition of the face of Australopithecus, which could be counted as one of the roots of art»).
Гальку из Макапансгата нельзя рассматривать как искусство в обычном смысле этого слова, поскольку объект был только найден, но не был обработан, однако в более широком смысле, гальку можно считать художественным объектом, так называемым ready-made. Тем не менее, то, что австралопитеки, возможно, увидели в камне лицо, показывает, что ранние гоминиды имели определенную способность к символическому мышлению, необходимую для развития искусства и языка.
Остаётся неясным, действительно ли ранние гоминиды видели этот объект как лицо, а также имели ли они какие-то магические предположения по отношению к этому объекту или просто наслаждались видом гальки. Кроме Роберта Г. Беднарика, ни один другой учёный не рассматривает гальку из Макапансгата как свидетельство символического поведения ранних гоминид.